# Shivering Sands

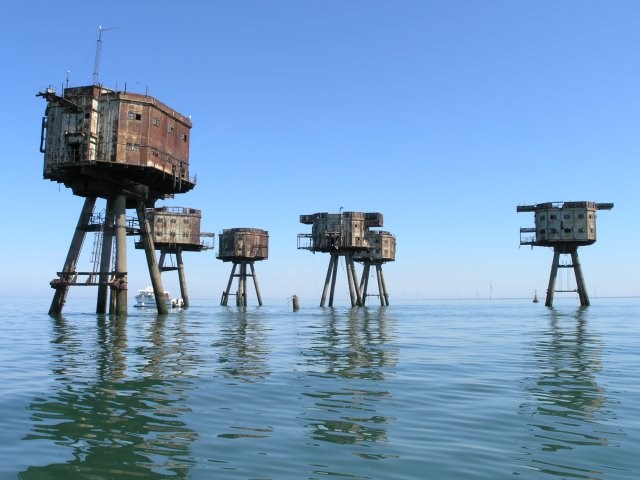
Shivering Sands

Shivering Sands ist ein Maunsell Fort in der Themsemündung vor der Südostküste Englands. Es handelt sich dabei um eine Gruppe von sieben Pontonplattformen, die im Zweiten Weltkrieg für die British Army gebaut wurden. Das Fort mit der Armeebezeichnung U7 wurde am 13. Dezember 1943 fertiggestellt. Es diente der Abwehr deutscher Flugzeuge und Schnellboote, die die Docks an der Themse angriffen sowie die Fahrrinnen verminten. Anfang 1946 wurde es geräumt und verschlossen und die Bewaffnung demontiert. Die Anlage steht heute (2011) leer und kann als baufällig angesehen werden.

## Ausrüstung
Das Fort war mit vier schweren QF 3,7-Zoll-Mk. VI-Flakgeschützen mit elektromechanischem Vickers-Vorhaltrechner und zwei 40-mm-Bofors-Schnellfeuergeschützen zur Bekämpfung tieffliegender Ziele bewaffnet. Um den Feuerleitturm gruppierten sich fünf Geschütztürme, ein weiterer Turm mit einem Suchscheinwerfer stand etwas abseits der Anlage. Er beherbergte außerdem drei 30-Kilowatt-Dieselgeneratoren, die die Anlage mit Strom versorgten. Die Türme waren untereinander durch Laufstege verbunden. Es war eine Besatzung von 165 Mann vorgesehen.

## Nachkriegsgeschichte

### Zivile Nutzung
Nach der Flutkatastrophe von 1953, die große Schäden in Südostengland anrichtete, übernahm die Port of London Authority (PLA) den Scheinwerferturm und baute eine automatische Wind- und Gezeitenmessanlage ein, die ihre Messwerte per Funk übermittelte. 1990 richtete man auf dem Dach des Turms einen Hubschrauberlandeplatz ein, um die Instrumente regelmäßig zu warten. Ab 1992 entschied man jedoch, künftig eine Messboje einzusetzen, weil das Fort baufällig sei.

### Schiffskollision
Obwohl das Fort auf allen Seekarten verzeichnet war, kollidierte am 7. Juni 1963 das Küstenschiff Ribersborg mit dem Geschützturm G4. Der Turm brach zusammen und stürzte auf das Deck des Schiffs, bevor er ins Meer fiel und dort zum größten Teil versank. Es entstand lediglich Sachschaden.

### Piratensender

#### Radio Sutch
siehe Hauptartikel →Radio Sutch

Am 27. Mai 1964 startete Screaming Lord Sutch mit Radio Sutch aus einem Geschützturm von Shivering Sands.

#### Radio City
siehe Hauptartikel →Radio City

Sutch verkaufte seinen Anteil der Station im Herbst 1964 an seinen Manager Reg Calvert, der sie in Radio City umbenannte. Die Port of London Authority beschwerte sich regelmäßig, die Funkverbindung zur automatischen Messstation im Scheinwerferturm werde von der Sendeanlage von Radio City gestört. Am 20. Juni 1966, nach einem Eigentumsstreit, wurde der Sender von einer Gruppe angeheuerter Dockarbeiter gewaltsam erobert und Calvert beim Eindringen in das Privathaus seines Widersachers erschossen. Calverts Witwe stellte den Betrieb von Radio City Anfang 1967 endgültig ein.

### Sonstiges
1969 ließ sich der ehemalige Radio-City-DJ Alexander Dee mit einigen Freunden auf Shivering Sands nieder, um eine Hippie-Kommune zu gründen. Das Experiment wurde jedoch noch im gleichen Jahr abgebrochen. Der Radiopirat Paddy Roy Bates drang mehrmals in die Anlage ein und entfernte verschiedene Gegenstände, die teilweise im Souvenirhandel auftauchten.